# Ogre (película)
Ogre (en español El ogro o La maldición de Ellensford) es una película de horror y ciencia ficción filmada en el 2008 en Estados Unidos y en Canadá por Steven R. Monroe.

## Argumento
Un pueblo llamado Ellensford, del año 1800, estaba oculto y vigente debido a una terrible maldición lanzada por el hechicero Bartlett Henry (John Schneider) para proteger a su única hija, Hope Henry (Chelan Simmons), del virus contagioso que por aquel entonces se iba propagando por el pueblo.
Cuatro jóvenes universitarios deciden salir a explorar un bosque, en el que, al final del recorrido, se encontraba el pueblo perdido: el Ellensford del año 1800. En el pueblo se encontraba un hambriento y salvaje ogro, que había sido enviado por el Diablo para romper la maldición, con la misión de devorar a un habitante del pueblo cada año. El ogro pasaba por el pueblo para devorarlos a todos, año tras año.
Los jóvenes aventureros son Mike, Jessica, Terry y Leah. Ya en el bosque, Terry les cuenta a sus amigos muchas historias. Luego, Mike y Jessica deciden explorar el lugar, mientras que Terry y Leah se quedan solos. Terry ve un ataúd con una extraña marca, al cual no duda en acercarse; mientras tanto, Leah le dice que es la marca del Hombre Lobo, pero Terry ignora su comentario y se sigue acercando, hasta que logra abrir la puerta del ataúd. Después de unos segundos, Leah le dice a Terry que es un nerd, y de pronto aparece una gigantesca mano perteneciente a un ogro feroz. De repente agarra a Terry y se lo lleva hacia abajo. Leah queda asustada mientras ve cómo el ogro se come a Terry y le lanza su pierna. El ogro sube y ve a la joven asustada, que sale corriendo por ayuda en busca de Mike y Jessica. En el camino, Leah piensa que sus amigos creerán que está loca por lo que tiene pensado contar.
Mike y Jessica siguen explorando el lugar hasta que ven una línea en la que dice «prohibido pasar». Jessica le dice a Mike que deberían regresar, pero Mike no le hace caso y continúa hasta pasar la línea. El ogro persigue a Leah hasta que la encuentra y la desgarra. Mike y Jessica ven el pueblo Ellensford y a sus habitantes. Más tarde, los dos quedan atrapados en el pueblo, creyendo que Terry y Leah aún siguen con vida. Hope Henry le dice a su padre que deje ir a los jóvenes, pues son inocentes. Mike y Jessica tienen que buscar la manera de vencer al ogro, pues las autoridades a quienes le contaron lo sucedido, en vez de ayudarlos, empezaron a burlarse de la situación. Hope y su padre Bartlett Henry son los únicos que saben cómo vencer al ogro. Esta, entonces, le dice a los jóvenes cómo deben vencerlo, ya que Mike planeó algo que no funcionó. En el ínterin, los dos jóvenes se enteran de que el ogro devoró a sus amigos Terry y Leah. Hope supo que el Ogro asesinó a su padre Bartlett Henry; los habitantes del pueblo no escuchaban a Hope porque creían que estaba loca.
Después, los jóvenes Hope Henry y Stephen Chandler escapan del ogro, hasta llegar nuevamente a la línea donde decía «prohibido pasar». Mike, Jessica y Stephen pasan la línea, pero Stephen muere por alguna extraña regla de la maldición: ningún habitante del pueblo puede cruzar la línea. Hope Henry le lanza palabras mágicas al ogro varias veces, hasta que este atraviesa la línea y muere, explotando en miles de pedazos diminutos. Hope salvó a los jóvenes; sin embargo, después de que el ogro murió, todos los habitantes del pueblo Ellensford fallecieron, incluyéndola a ella misma, quien le da las gracias a los dos jóvenes y les explica que su muerte ya había llegado hace muchos años. Todo el pueblo desaparece, por lo que Mike y Jessica dejaron de tener pruebas de que en realidad existía un pueblo mágico con una maldición eterna. La pareja camina, abrazados, hasta salir del pueblo y del bosque, junto con el perpetuo recuerdo de todo lo ocurrido.

## Reparto
| Personajes       | Actores            |
| ---------------- | ------------------ |
| Bartlett Henry   | John Schneider     |
| Mike             | Ryan Kennedy       |
| Jessica          | Katharine Isabelle |
| Stephen Chandler | Brendan Fletcher   |
| Hope Henry       | Chelan Simmons     |
| Frankliin        | Andrew Wheeler     |
| Terry            | Kyle Labine        |
| Leah             | Kimberley Warnat   |
| Giles            | John Shaw          |
| Hester           | Chilton Crane      |
| Matthew          | Tyler Johnston     |
| Rolf             | John Wardlow       |
| Abel             | Michael Puttonen   |
| Lawrence         | Alex Zahara        |
| John             | Sean Campbell      |